# Красная Горка (Ростовская область)
Красная Горка — хутор в Матвеево-Курганском районе Ростовской области.
Входит в состав Малокирсановского сельского поселения.

## География

### Улицы
- ул. Интернациональная,
- ул. Пролетарская,
- ул. Школьная.

## Население
| 2010 |
| ---- |
| 185  |